# Marcel Maynéris
Marcel Maynéris   (Sant Marçal, 12 d'octubre de 1899 - 20 d'abril de 1993) va ser entre els anys 1935 i 1940 un dels principals dirigents de la branca nord-catalana de la federació socialista de la SFIO. Membre de la Resistència durant la guerra, va ser alcalde del seu poble natal en les seves velleses.

## Biografia
Les lluites intestines al si del comitè departamental -en l'enfrontament del corrent encapçalat per Isidore Forgas, Marcel Maynéris, Pascal Bernole i Joseph Rous contra el representat per Georges Pezières i Joan Payrà portaren la seva exclusió del SFIO a l'octubre del 1936. La mort de Payrà refredà el tema, i Maynéris es reincorporà al partit a l'agost del 1937. Posteriorment, però abans del 1939, va ocupar el càrrec de secretari federal administratiu del partit. Després de la guerra es reincorporaria a les activitats de la SFIO, on coincidí amb Louis Noguères i Edmond Barde.
A l'abril del 1939 va ser detingut per la policia francesa acusat de traficar amb productes preciosos, sembla que part del botí que un republicà exiliat de la guerra civil espanyola havia passat a la Catalunya del Nord. Durant la Segona Guerra Mundial milità a les files de Resistència, en el moviment Libération; quan el responsable departamental Joseph Rous fou arrestat el 23 de maig del 1943, el succeí en la direcció.
Anys més tard, va ser alcalde de Sant Marçal del 1965 al 1983, succeint el seu amic Michel Coste.